# Giải cờ vua Aeroflot mở rộng
Giải cờ vua Aeroflot mở rộng là giải đấu cờ vua thường niên được tổ chức tại Moskva, do hãng hàng không Aeroflot tài trợ. Giải đấu được bắt đầu từ năm 2002 và nhanh chóng trở thành một trong những giải cờ vua mở rộng mạnh nhất. Giải đấu đầu tiên có khoảng 80 đại kiện tướng, trong khi giải lần thứ hai khoảng 150 đại kiện tướng. Giải năm 2010 ở hạng A1 (hạng cao nhất) 73 / 80 kỳ thủ tham dự là đại kiện tướng. Giải thi đấu theo hệ Thuỵ Sĩ và kể từ năm 2003, nhà vô địch được mời tham dự giải Dortmund diễn ra cùng năm. Lê Quang Liêm là kỳ thủ duy nhất vô địch giải hai lần liên tiếp. Ngoài Quang Liêm, Nepomniachtchi là kỳ thủ từng vô địch hai lần. Trong những năm gần đây giải đấu còn mở thêm các hạng đấu B và C (dành cho những kỳ thủ trình độ thấp hơn).

## Danh sách các nhà vô địch
Tên các nhà vô địch được in đậm để phân biệt khi có nhiều kỳ thủ cùng có số điểm cao nhất ở mỗi giải. Tiêu chí chọn nhà vô địch khác nhau ở từng năm, ví dụ theo điểm Elo trung bình các đối thủ (năm 2006 có 4 kỳ thủ cùng 6½ điểm), theo số ván cầm đen nhiều hơn (năm 2009 với 2 kỳ thủ cùng 6½ điểm, 2012, 2015) hoặc kết hợp cả hai tiêu chí (năm 2011, 2016). Các năm 2007, 2008, 2010, 2017 và 2018 nhà vô địch là người độc chiếm ngôi đầu.
| #  | Năm  | Kỳ thủ                                                                                            | Điểm (9 vòng đấu) | Chú thích |
| -- | ---- | ------------------------------------------------------------------------------------------------- | ----------------- | --------- |
| 1  | 2002 | Gregory Kaidanov Alexander Grischuk Aleksej Aleksandrov Alexander Shabalov Vadim Milov            | 6½                |           |
| 2  | 2003 | Viktor Bologan Aleksej Aleksandrov Alexei Fedorov Peter Svidler                                   | 7                 |           |
| 3  | 2004 | Sergei Rublevsky Rafael Vaganian Valerij Filippov                                                 | 7                 |           |
| 4  | 2005 | Emil Sutovsky Andrei Kharlov Vassily Ivanchuk Alexander Motylev Vladimir Akopian                  | 6½                |           |
| 5  | 2006 | Baadur Jobava Viktor Bologan Krishnan Sasikiran Shakhriyar Mamedyarov                             | 6½                |           |
| 6  | 2007 | Evgeny Alekseev                                                                                   | 7                 |           |
| 7  | 2008 | Ian Nepomniachtchi                                                                                | 7                 |           |
| 8  | 2009 | Étienne Bacrot Alexander Moiseenko                                                                | 6½                |           |
| 9  | 2010 | Lê Quang Liêm                                                                                     | 7                 |           |
| 10 | 2011 | Lê Quang Liêm Nikita Vitiugov Evgeny Tomashevsky                                                  | 6½                |           |
| 11 | 2012 | Mateusz Bartel Pavel Eljanov Anton Korobov                                                        | 6½                | [1]       |
| 13 | 2015 | Ian Nepomniachtchi Daniil Dubov                                                                   | 7                 | [2]       |
| 14 | 2016 | Evgeniy Najer Boris Gelfand                                                                       | 6½                | [3]       |
| 15 | 2017 | Vladimir Fedoseev                                                                                 | 7                 | [4]       |
| 16 | 2018 | Vladislav Kovalev                                                                                 | 7                 | [5]       |
| 17 | 2019 | Kaido Külaots (EST) · Haik Martirosyan (ARM)                                                      | 7                 | [6]       |
| 18 | 2020 | Aydin Suleymanli (AZE) · Rinat Jumabayev (KAZ) · Rauf Mamedov (AZE) · Chithambaram Aravindh (IND) | 6½                | [7]       |